# Conopobathra
Conopobathra is een geslacht van vlinders uit de familie mineermotten (Gracillariidae).
Het geslacht omvat volgende soorten:
- Conopobathra carbunculata (Meyrick, 1912)
- Conopobathra geraea Vári, 1961
- Conopobathra gravissima  (Meyrick, 1912)
- Conopobathra plethorhabda Vári, 1961